# Onsoño
Onsoño en espagnol ou Ontsoño en basque, est une commune ou contrée de la municipalité d'Amurrio dans la province d'Alava dans la Communauté autonome basque.